# Soudain seuls
Pour plus de détails, voir Fiche technique et Distribution.
Soudain seuls est un film franco-belgo-islandais réalisé par Thomas Bidegain, sorti en 2023. Il s'agit de l'adaptation du roman Soudain, seuls d'Isabelle Autissier, paru en 2015.
Il est projeté dans « Les grandes premières » au festival du film français d'Helvétie 2023.

## Synopsis
Ben et Laura sont ensemble depuis cinq ans et font le tour du monde en voilier. Ils s'apprêtent à rejoindre l'Amérique du Sud mais décident de débarquer sur une île sauvage non loin des côtes antarctiques. Alors qu'ils explorent l'île déserte, ils sont surpris par une tempête qui les empêche de rejoindre leur bateau. Ils passent la nuit dans les ruines d'une ancienne usine baleinière, mais au petit matin, leur bateau a disparu. Ben tente d'escalader la montagne pour trouver des secours, mais abandonne rapidement, l'île est immense et les sommets enneigés semblent infranchissables pour Laura. Ils se trouvent coincés sur cette île et vont devoir survivre, eux et leur couple, alors que l'hiver approche.

## Fiche technique
Sauf indication contraire, les informations mentionnées dans cette section peuvent être confirmées par la base de données cinématographiques Unifrance,  présente dans la section « Liens externes ».
- Titre original et francophone : Soudain seuls
- Titre islandais : Suddenly[2]
- Réalisation : Thomas Bidegain
- Scénario : Thomas Bidegain et Valentine Monteil, d'après le roman Soudain, seuls d'Isabelle Autissier
- Musique : Raphael
- Décors : François Emmanuelli
- Costumes : Maïra Ramedhan-Levi
- Photographie : Nicolas Loir
- Son : Pierre André
- Montage : Laurence Briaud
- Production : Alain Attal, Leifur B. Dagfinnssonn et Patrick Quinet
- Production exécutive : Sandrine Paquot
- Sociétés de production : Trésor Films, Artémis Productions et Truenorth ; Cool Industrie ; Be TV / VOO, France 2 Cinéma, Proximus, RTBF et Studiocanal (coproductions)
- Sociétés de distribution : Studiocanal (France) et O’brother Distribution (Belgique)
- Budget : 14,3 millions d'euros[3]
- Pays de production :  France,  Belgique,  Islande
- Langue originale : français
- Format : couleur – son 5.1
- Genre : aventure, drame
- Durée : 110 minutes
- Dates de sortie :
  - Suisse romande : 16 septembre 2023 (Festival du film français d'Helvétie)[4] ; 13 décembre 2023 (sortie nationale)[5]
  - Belgique : 4 octobre 2023 (Festival international du film francophone de Namur)[6] ; 20 décembre 2023 (sortie nationale)[7]
  - Québec : 5 novembre 2023 (Festival de films francophones Cinemania)[8]
  - France : 6 décembre 2023

## Distribution
- Gilles Lellouche : Ben
- Mélanie Thierry : Laura

## Production

### Genèse et développement
Fin juin 2021, Deadline révèle que Jake Gyllenhaal et Vanessa Kirby ont été engagés pour un thriller de survie intitulé Suddenly, premier long métrage entièrement en anglais dirigé par le scénariste Thomas Bidegain, qui s'est par ailleurs inspiré du roman français Soudain, seuls de la navigatrice Isabelle Autissier. Celui-ci raconte l'histoire d'un couple dont le voyage de rêve vire au cauchemar lorsqu'ils se retrouvent coincés sur une île de l'Atlantique sud et qu'ils doivent s'y battre pour survivre. Le réalisateur a découvert ce livre « en écoutant un podcast de l’émission Le Masque et la Plume ». Le film est produit par Alain Attal pour Trésor Films et Jake Gyllenhaal et Riva Marker pour Nine Stories, avec la participation de Studiocanal, ainsi que les Belges d'Artémis Productions et les Islandais de True North Productions en tant que coproducteurs,.
En juillet, selon Morgunblaðið, Jake Gyllenhaal et Vanessa Kirby arrivent en Islande pour la préparation du tournage. La collaboration entre l'acteur et Thomas Bidegain s'avère cependant difficile notamment lors des séances de travail : Jake Gyllenhaal critique « chaque scène, la moindre ligne de dialogue, la moindre virgule ». La production s'arrête alors au bout de quatre jours.
En septembre 2021, le tournage, alors prévu à l'automne pour une durée de 50 jours, « a été reporté », comme l'explique Leifur B. Dagfinnsson. Le producteur de Truenorth ajoute :  « nous envisageons de reprendre ce projet l'année prochaine et de filmer au printemps prochain ». La production cherche alors un nouvel acteur pour remplacer Jake Gyllenhaal.
En mai 2022, Variety fait savoir que Jake Gyllenhaal n'est plus intéressé par ce projet et que, selon Alain Attal, Thomas Bidegain réécrit le scénario avec Valentine Monteil parce qu'il trouve « intéressant d’écrire ce projet avec une femme scénariste ». Alain Attal déclare que ce film aura un côté féministe et marquera le « premier film de survie français de l'histoire », assurant que Trésor Films et Studiocanal produisent toujours le film, avec True North Productions.
À un moment donné, Jake Gyllenhaal demande à acheter les droits du film. Thomas Bidegain accepte, contrairement au producteur Alain Attal qui refuse net et prend la décision de le tourner en français.

### Attribution des rôles
|  |

En mai 2022, Gilles Lellouche et Mélanie Thierry remplacent finalement Jake Gyllenhaal et Vanessa Kirby, annoncés initialement en 2021. Thomas Bidegain avait proposé à Gilles Lellouche le rôle de Ben, « ce personnage, il fallait le faire tomber du plus haut possible. Je voulais aussi utiliser ça chez Gilles, un acteur au sommet de son art et de sa popularité. », explique-t-il dans un entretien. Quant à Mélanie Thierry, le scénariste qui la connaît depuis longtemps, lui a également proposé le rôle de Laura parce que, pour lui, « c'est une véritable artiste, (…) une dure à cuire (…), une puissance, qu'elle ne met pas forcément en avant, mais qui contredit presque son physique, sa beauté », précise-t-il, avant d'ajouter : « Mon travail consistait à utiliser ces différentes facettes de sa personnalité. Son côté introverti, sa fragilité et puis quelque chose qui serait plus intime, qui ressemblerait plus à ce qu'elle est dans la vie. ».

### Tournage
Le tournage devait commencer le 13 septembre 2021, pour une durée de 50 jours, et devait avoir lieu entièrement en Islande, entre autres, à Höfn et Hornafjörður. Il débute finalement à la fin de l'année 2022 en Islande, puis se poursuit dans le Finistère, en Bretagne, pour la plage du Minou à Plouzané, et l'Aber-Wrac'h à Landéda.

### Musique
La musique du film est composée par Raphael, le compagnon de l'actrice Mélanie Thierry. Il retrouve ainsi le réalisateur après avoir composé la bande originale de son premier film Les Cowboys (2015). Dans le film, on peut par ailleurs entendre les chansons Volver de Carlos Gardel et Love Will Tear Us Apart de Joy Division, ainsi que la musique classique Sonate pour piano no 26, sous la forme de Das Lebewohl (Les Adieux) en mi bémol majeur, de Ludwig van Beethoven.
La bande originale du film sera distribuée le 15 décembre 2023 par le label L'R du trésor, en disque vinyle sous forme de LP :
Disque 1
1. Jason
2. Aurora borealis
3. Glacier

Disque 2
1. Wildlife
2. Refuge
3. Air austral
4. Laura
5. Iceberg
6. Pieta
7. Puerto Eden

## Festivals et sortie
Le film est présenté dans « les grandes premières » en plein début de soirée du 16 septembre 2023 au festival du film français d'Helvétie, en Suisse romande, ainsi qu'au festival de l’écrit à l’écran, le 22 septembre, à Montélimar, en présence d'Isabelle Autissier et de Thomas Bidegain, au festival international du film francophone de Namur, le 4 octobre, en présence du réalisateur et de Mélanie Thierry, en Belgique, et au festival de films francophones Cinemania, le 5 novembre, au Canada.
Le film sort en salle en France le 6 décembre 2023, distribué par Studiocanal . En Suisse romande, il sortira le 13 décembre de la même année. En Belgique, O’brother Distribution le distribuera, le 20 décembre suivant, dans les salles obscures.

## Distinctions

### Sélections
- Festival de films francophones Cinemania 2023 : « Première nord-américaine »[8]
- Festival du film français d'Helvétie 2023 : Les grandes premières
- festival international du film francophone de Namur 2023 : « FIFF Première »